# Mecostibus nyassae
Mecostibus nyassae is een rechtvleugelig insect uit de familie Lentulidae. De wetenschappelijke naam van deze soort is voor het eerst geldig gepubliceerd in 1953 door Uvarov.